# William Henry Young

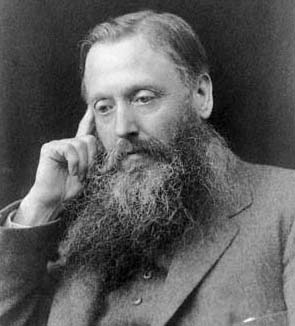
W.H. Young

William Henry Young (ur. 20 października 1863 w Londynie, zm. 7 lipca 1942 w Lozannaie) – brytyjski matematyk, laureat Medalu Sylvestera za rok 1928. Zajmował się między innymi teorią miary, szeregami Fouriera i rachunkiem różniczkowym. Istotnie przyczynił się do rozwoju analizy funkcji wielu zmiennych zespolonych.

## Życiorys
Ukończył studia na Uniwersytecie w Cambridge; jego żoną była Grace Chisholm Young.